# Emídio Pinto
Emidio Pinto (1932 - 2011)  foi uma das figuras maiores do ciclismo em Portugal, tendo ficado conhecido como "a velha raposa" face à sua perspicácia e a forma como abordava tacticamente cada corrida. 
Emídio Pinto iniciou a sua carreira na década de 40, tendo o seu auge enquanto desportista decorrido entre 1950 a 1962. No entanto, foi a partir de 1964 que começou a ganhar maior notoriedade, enquanto director desportivo e que lhe valeu inúmeros sucessos no seu palmarés, entre os quais se encontram cinco vitórias na volta a Portugal.
Enquanto treinador, Emídio Pinto foi responsável pela vitória de Paulo Ferreira numa etapa da volta a França em 1984.